# Hieronymus Grestius
Hieronymus Grestius (auch Hieronymus von Grest, * um 1500 in Herford; † 15. September 1559 in Esens) war ein lutherischer Theologe. Er ist der Verfasser der einzigen Reimchronik des östlichen Ostfrieslands.

## Leben
Die Familie Grest stammte vermutlich aus dem Dorf Greste (heute Gemeinde Leopoldshöhe, Kreis Lippe). Grestius’ Vater war vermutlich Johannes Grestius († 1558), Kanoniker an der Johanniskirche in Herford. Sein genaues Geburtsdatum ist unbekannt, ebenso die Geschichte seiner Kindheit. Er erhielt eine Ausbildung an der Herforder Domschule und studierte danach in Wittenberg. Von 1538 bis 1540 war er Rektor der (damals lutherisch gesinnten) Domschule in Osnabrück. Unter seinen Schülern war der Graf von Rietberg Johann II., dem er auch Privatunterricht erteilte. Ab 1540 war Hieronymus Grestius Pfarrer in Ibbenbüren und ab 1548 in Bad Salzuflen. Als 1553 Johann II. Graf von Rietberg Esens im Harlingerland erbte, entsandte er Grestius als Prediger und Superintendent dorthin. Grestius starb dort 1559.

## Gesta Harlingiorum
Mit seiner Ankunft in Esens muss Grestius mit seiner Arbeit an der Gesta Harlingiorum begonnen haben. Dieses Werk ist in mehrfacher Hinsicht bedeutsam. Veröffentlicht wurde es vermutlich 1555 zum Einzug des erwähnten Grafen in Esens. Die gesta Harlingiorum erzählen in niederdeutscher Sprache die Geschichte der Familie Attena bis zum Jahr 1539. Dazu existiert eine Vorrede und eine Widmung an den Grafen. Als Quellen dienten dem Verfasser Urkunden und mündliche Auskünfte älterer Einwohner aus dem Harlingerland. Es handelt sich allerdings nicht um ein historisches Werk im eigentlichen Sinne; es versucht lediglich den Grafen als rechtmäßigen Nachfolger der ausgestorbenen Familie Attena darzustellen. Dazu bediente er sich der hochmittelalterlichen Technik der Reimchronik. Es handelt sich um die einzige Harlinger Chronik jener Zeit. Das Original ist verloren, eine Abschrift fand Diedrich Möhlmann 1845 in Stade und unterzog sie einer Bearbeitung. Leider ging auch diese Abschrift verloren. Eine weitere Übersetzung und Bearbeitung erfolgte 1960 durch Gerhard Dietrich Ohling.

## Werk
- „Gesta Harlingiorum“
  - Hieronymus Grestius, Diedrich Möhlmann, Reimchronik von Harlingerland: nebst Alexander von Werdum's Genealogie der Häuptlinge von Gödens etc., und S.E. Ihering's Beschreibung der Herrlichkeit Gödens, 1845, Digitalisat